# 橢圓小庸鰈
橢圓小庸鰈為輻鰭魚綱鰈形目鰈亞目牙鮃科的其中一種，為亞熱帶海水魚，分布於西大西洋區，從加拿大至美國佛羅里達海域，棲息深度可達311公尺，體長可達41公分，棲息在沿岸底層水域，生活習性不明。

## 扩展阅读
維基物種上的相關：橢圓小庸鰈